# Guerras sueco-novogárdias

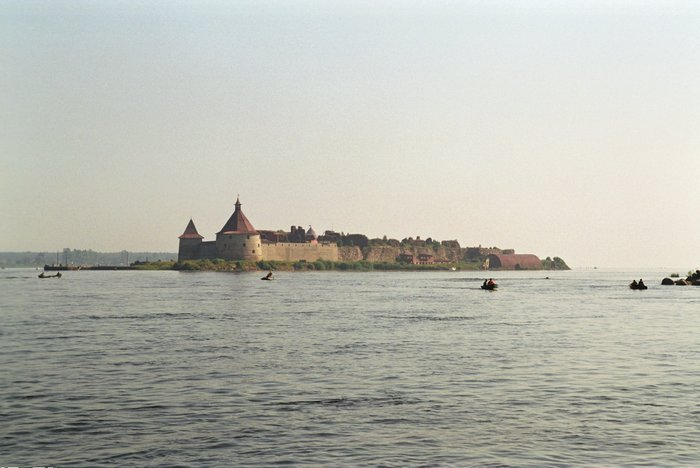
Fortaleza de Oreshek

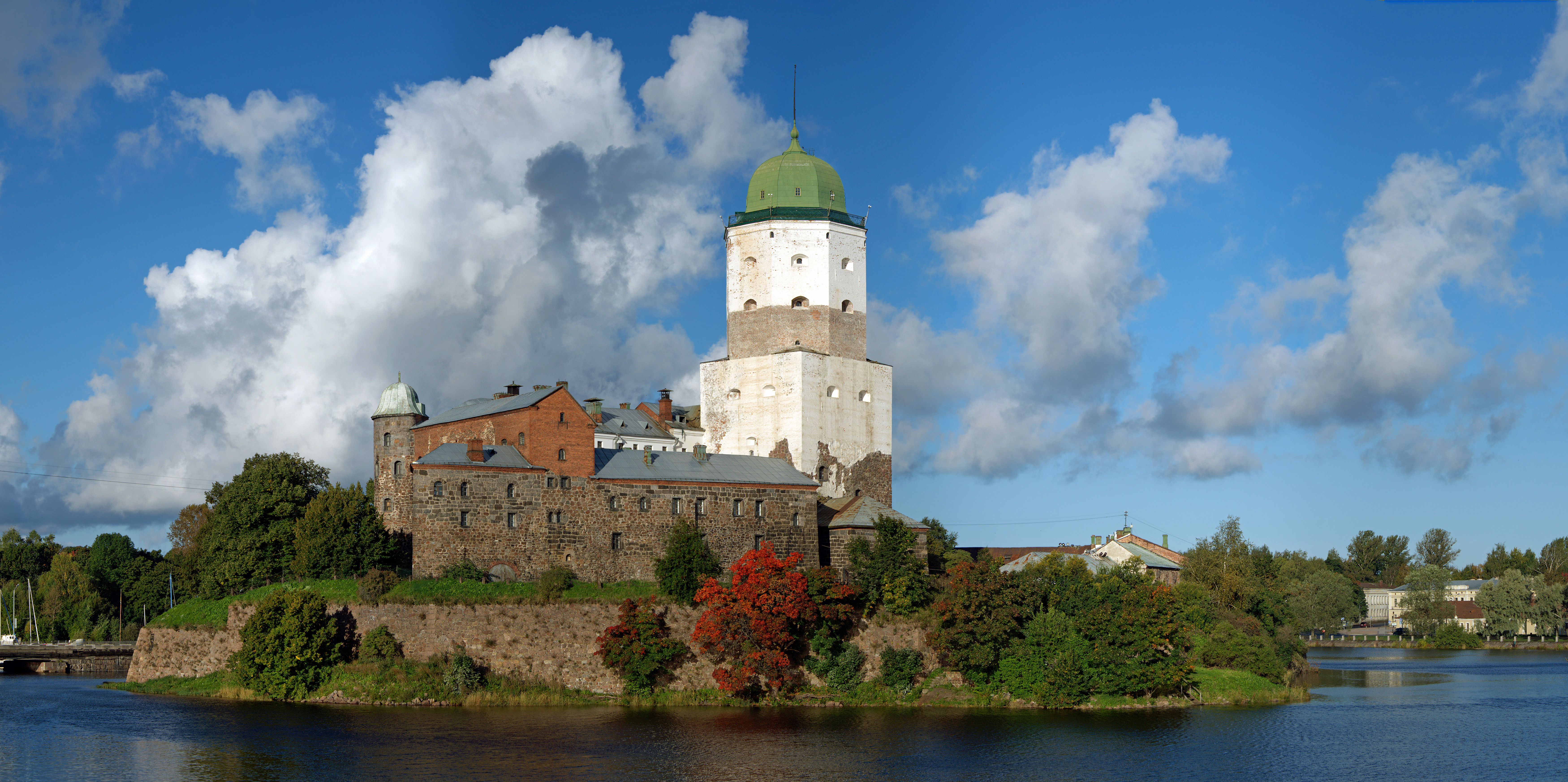
Castelo de Vyborg

A República russa medieval de Novogárdia e a Suécia medieval envolveram-se num grande número de guerras para obter o controlo sobre o Golfo da Finlândia, área vital para o lucrativo comércio da Liga Hanseática. Em 1142 as tropas suecas atacaram comerciantes de Novogárdia na região do mar Báltico e mataram 150 novogárdios. Foi o primeiro exemplo conhecido de hostilidades entre a Suécia e a República de Novogárdia. Em 1164, uma poderosa frota sueca atacou a cidade de Velha Ladoga, junto do lago Ladoga, mas foi derrotada. 
No século XII os novogárdios contrataram piratas para atacar a Suécia. Durante um desses ataques (1187), tomaram como troféu as portas da catedral de Sigtuna e levaram-nas para Novogárdia. Actualmente estão na Catedral de Santa Sofia de Novogárdia.  Em 1240, instigado pelo Papa Inocêncio IV, Birger Jarl dirigiu as "Cruzadas do norte" contra os russos. Quando os suecos desembarcaram no rio Neva, foram derrotados na famosa batalha do Neva, pelo jovem príncipe, Alexandre I, o qual depois foi dado do epitáfio o nome de "Nevsky" (das Neves) em memória da sua vitória.
A partir de 1283, as frotas suecas tomaram sistematicamente o Lago Ladoga, impedindo a passagem dos navegantes novogárdios. Para proteger-se e contra-atacar Novogárdia construíram grandes kremlin ou fortalezas em Koporye, Ladoga e Korela. Em 1293 os suecos conquistaram uma parte da Carélia ocidental e construíram a fortaleza de Vyborg.
No início do século XIV, as tensões militares cresceram e os dois poderes continuaram em guerra. Em 1311, os novogárdios devastaram a Finlândia, que os suecos declararam como sua. Como resposta, a frota sueca queimou o grande centro de comércio do norte, Staraya Ladoga. Três anos depois, os carélios descontentes com o reinado de Novogárdia, começaram a matar governadores russos e a pedir ajuda à Suécia. Depois de vários meses de hostilidades, a Carélia foi subjugada novamente a Novogárdia. 
Tratados de paz, como o Tratado de Nöteborg com os suecos (12 de agosto de 1323) ou o Tratado de Novogárdia com os noruegueses (3 de junho de 1326), lograram cessar as hostilidades temporariamente. Em 1318, os novogárdios saquearam Åbo e quatro anos depois tomaram Vyborg e fundaram Oreshek, as fortalezas mas importantes do Ladoga. Em 1348, o rei Magno II enviou outra cruzada contra Novogárdia. Tomou Oreshek e converteu toda a região ao Cristianismo. No ano seguinte os russos recuperaram os terrenos perdidos e devastaram Vyborg. As hostilidades voltaram em 1392 e 1411 aumentando o interesse pelo Mar Branco. O último conflito foi em 1445, décadas antes de Novogárdia ser absorvida pela Moscóvia.